# Confessions d'une fille de seize ans
Pour plus de détails, voir Fiche technique et Distribution.
Confessions d'une fille de seize ans (Geständnis einer Sechzehnjährigen) est un film autrichien réalisé par Georg Tressler sorti en 1961.
Il s'agit de l'adaptation d'un roman de Robert Pilchowski (de).

## Synopsis
Munich au début des années 1960. L'adolescente Jutta Brandt veut absolument empêcher le divorce imminent de ses parents, Günther et Irene Brandt. Pour cette raison, elle recherche l'amant de sa mère, l'étranger George Romanescu. Elle veut le convaincre de ne pas toucher sa mère. Quand il ne l'accepte pas, elle tire l'élégant bon vivant avec un revolver que lui a donné son camarade de classe Hans.
Mais alors Jutta se rend compte que non seulement sa mère a tout fait pour détruire son mariage parental. Son père a depuis longtemps une nouvelle compagne. À la fois désillusionnée et choquée, Jutta, pour qui un monde s'est effondré, fait face à la police et confesse l'acte sanglant qu'elle a commis. Seule cette étape ramène les deux parents à la raison.

## Fiche technique
- Titre français : Confessions d'une fille de seize ans[1]
- Titre original allemand : Geständnis einer Sechzehnjährigen
- Réalisation : Georg Tressler
- Scénario : Eberhard Keindorff, Johanna Sibelius
- Musique : Carl de Groof
- Direction artistique : Felix Smetana
- Costumes : Fred Adlmüller
- Photographie : Sepp Riff (de)
- Son : Alfred Norkus (de)
- Montage : Paula Dvorak
- Production : Otto Dürer
- Sociétés de production : Vienna Film
- Société de distribution : Bavaria-Filmverleih
- Pays d'origine :  Autriche
- Langue : allemand
- Format : Noir et blanc - 1,66:1 - Mono - 35 mm
- Genre : Drame
- Durée : 80 minutes
- Dates de sortie :
  -  Autriche : 10 janvier 1961.
  -  Allemagne : 31 janvier 1961.

## Distribution
- Barbara Frey : Jutta Brandt
- Wolfgang Preiss : Günther Brandt, son père
- Nina Sandt : Irene Brandt, sa mère
- Ivan Desny : George Romanescu
- Michael Hinz : Hans
- Fritz Schmiedel : Commissaire Wille
- Senta Wengraf : Doris Kössler